# Desastre aéreo de Tenerife
O desastre aéreo de Tenerife foi um grave acidente aéreo ocorrido no dia 27 de março de 1977, um domingo, no aeroporto de Los Rodeos (atual aeroporto de Tenerife Norte), localizado na ilha espanhola de Tenerife, no arquipélago das Canárias. 
A tragédia, na qual envolveram-se dois Boeing 747, um da KLM Royal Dutch Airlines procedente de Amsterdam e outro da Pan American, procedente de Los Angeles, matou 583 pessoas e se tornou o maior desastre aéreo da história. 
Fatores combinados foram apontados como a causa do desastre, como sobrecarga abrupta no aeroporto de Tenerife, tempo ruim e erro do controle de tráfego aéreo. Este desastre tem sido amplamente utilizado em companhias aéreas para treinamento de seus funcionários.

## A Ilha de Tenerife e o Aeroporto
Tenerife é a maior das sete ilhas do Arquipélago das Canárias, situada no Oceano Atlântico, próxima à costa da África, com cerca de 2 034 km² de superfície. É um dos pontos turísticos mais visitados da Espanha.
O aeroporto de Los Rodeos, hoje rebatizado como Tenerife Norte (IATA: TFN; ICAO: GCXO), está situado na parte setentrional da ilha de Tenerife a cerca de 11 km por estrada da cidade de Santa Cruz de Tenerife, em San Cristobal de La Laguna, e é um dos dois aeroportos internacionais da localidade. É usado para voos entre as ilhas do arquipélago e oferece conexões à Espanha continental, resto da Europa e América do Sul.
O aeroporto Tenerife Norte, onde ocorreu a tragédia, é menos conhecido e muito menos utilizado por viajantes estrangeiros. A maioria dos turistas não espanhóis chegam às Canárias via Aeroporto Tenerife Sul.

## Bomba em Las Palmas e o prenúncio da tragédia
Os contornos da tragédia começam na ilha vizinha de Gran Canária, precisamente no aeroporto de Las Palmas, cocapital do arquipélago. Naquela manhã, uma bomba plantada pela organização terrorista Movimento Separatista do Arquipélago das Canárias explode naquele aeroporto. Embora sem deixar vítimas fatais, o artefato levou ao fechamento do aeroporto por algumas horas, fazendo com que diversos voos destinados a Las Palmas fossem desviados para o aeroporto Los Rodeos, na ilha de Tenerife. A pista em Las Palmas tinha capacidade para receber Jumbos, mas a sua localização (entre dois montes) era propícia à formação de nuvens baixas.
Era o começo da temporada de verão, e turistas de todas as partes da Europa e até mesmo dos Estados Unidos voavam em busca de sol.
Em pouco tempo, o aeroporto de Los Rodeos ficou saturado. Aeronaves ocuparam todas as posições disponíveis no pátio e até mesmo em algumas pistas de taxiamento, criando um absoluto caos operacional. Entre os aviões desviados para Tenerife, dois Boeing 747 “Jumbo Jet” chamavam a atenção pelo seu porte: um da estadunidense Pan American (voo PA 1736) e o outro da holandesa KLM (voo KLM 4805). A pequenez do aeroporto implicou que este ficasse rapidamente cheio de tráfego, e a enorme dimensão dos Jumbos, estacionados na gare do aeroporto, dificultava a circulação de outras aeronaves pelo pátio. O terminal rapidamente ficou lotado de milhares de turistas aborrecidos, ansiosos por partir e chegar das suas férias.
Na modesta torre de controle, os oficiais da Força Aérea Espanhola, acostumados com um movimento muito menos intenso, desdobravam-se para acomodar dezenas de voos.

## Os aviões, a tripulação, o cansaço e o nevoeiro

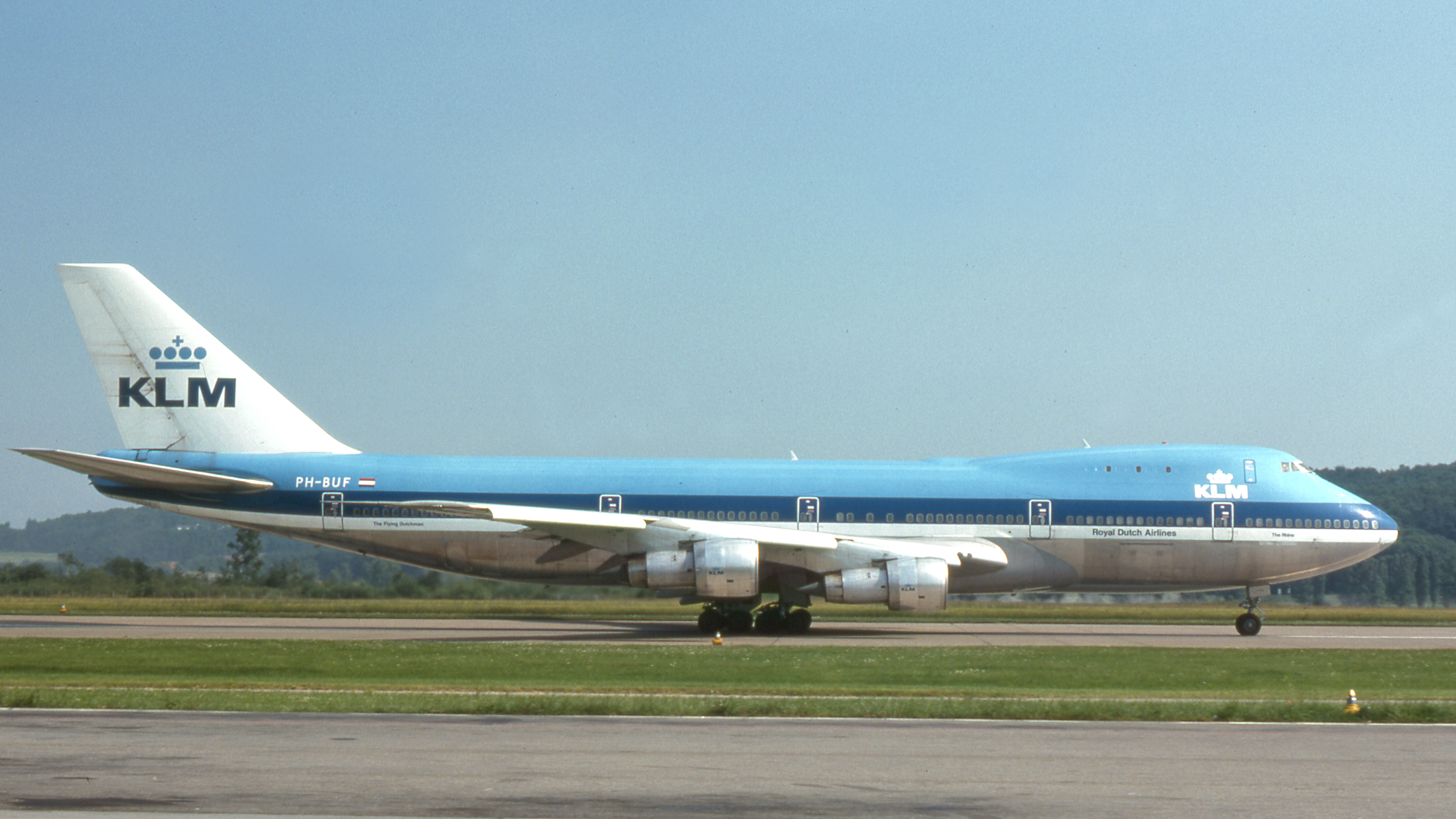
O Boeing 747-206B registro PH-BUF da KLM envolvido no acidente. Foto de março de 1977.

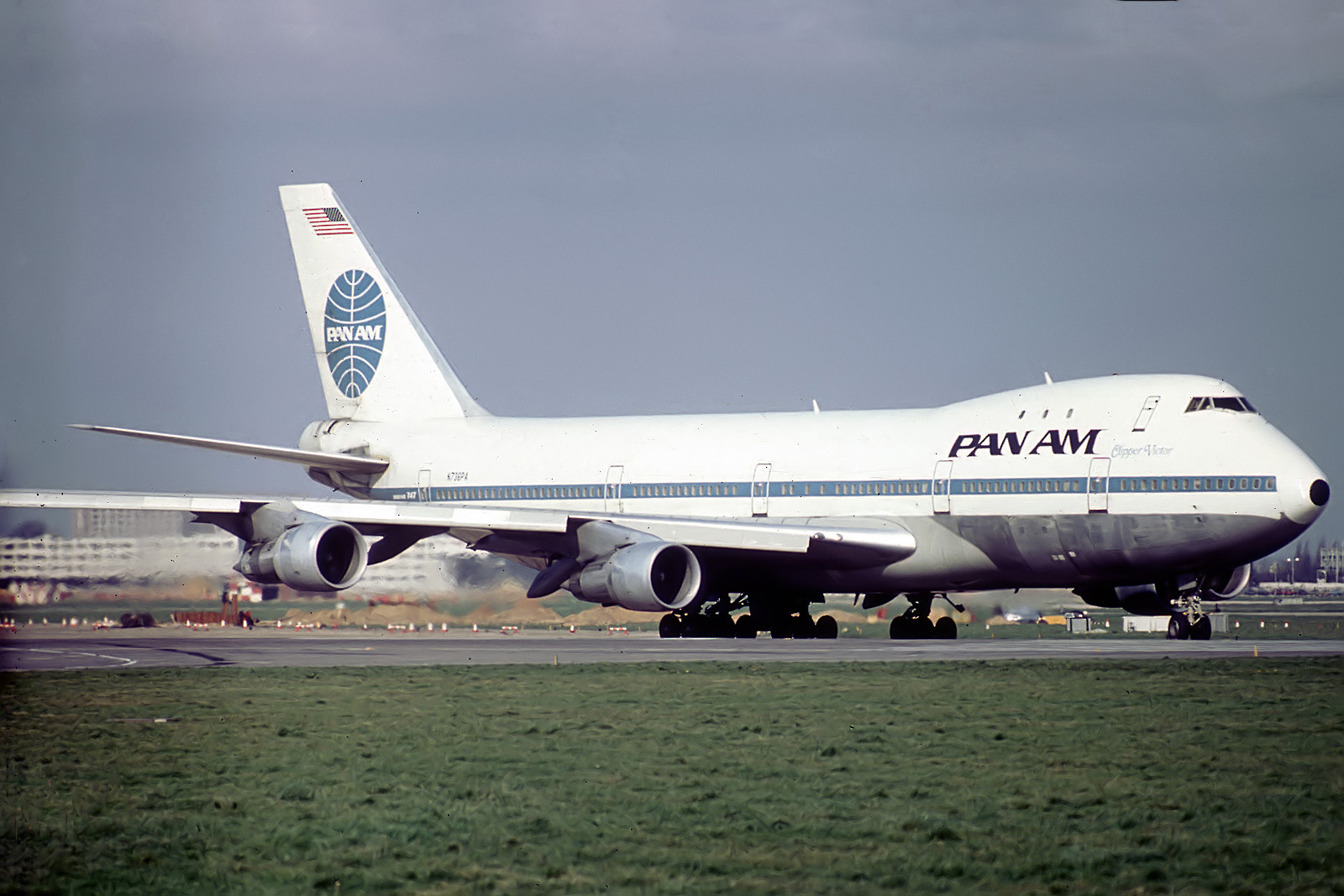
O Boeing 747-121 registro N736PA da Pan American envolvido no acidente.

O avião da KLM, matrícula PH-BUF, batizado Rijn (em neerlandês significa Reno) e operando o voo extra nº 4805, sem escalas desde Amesterdão, pousou em Tenerife às 13h38 com 235 passageiros e 14 tripulantes (total de 249 pessoas). O avião da Pan American, batizado Clipper Victor e registrado N736PA, havia chegado as 14h15 de Los Angeles após uma escala em Nova Iorque, trazendo 378 passageiros e 16 tripulantes com o call-sign PA 1736. Pelas posições de estacionamento improvisadas no pátio, o jumbo da KLM ocupava um local que impedia que o 747 da Pan American saísse antes dele.
O comandante da Pan American, Victor Grubbs, 57 anos e vinte e uma mil horas de voo, havia assumido o voo em Nova Iorque e, pacientemente, observava da cabine a movimentação em todo o terminal. O departamento de operações da Pan American avisou o PA1736 que a reabertura de Las Palmas seria iminente. Assim, Grubbs não autorizou o desembarque de seus passageiros em Tenerife, apostando que a escala seria curta. Além disso, instruiu sua tripulação para que se mantivessem preparados a qualquer momento para decolar nesta que seria uma curta etapa até a ilha de Gran Canaria, destino original do voo. Tão logo recebeu a confirmação de que Las Palmas estava reaberto, e tendo combustível em seu 747 para continuar até a capital das ilhas, Grubbs solicitou a partida. Foi então informado que deveria aguardar a saída do voo da KLM, já que o 747 da KLM impedia a decolagem de uma aeronave do porte de um 747. Resignado, Grubbs respondeu ao controle que aguardaria.
No 747 da KLM, a preocupação era outra. O Comandante Jacob van Zanten, 50 anos e doze mil horas voadas, piloto-chefe de 747 na empresa neerlandesa, estava preocupado com o limite de tempo da jornada de trabalho da tripulação que ele liderava. Se a partida de Tenerife para Las Palmas demorasse muito, o voo teria de ser interrompido: outra tripulação teria de ser trazida desde Amsterdam para assumir o voo de volta à capital dos Países Baixos, o que certamente iria adiar em pelo menos doze horas o retorno e deixar as centenas de passageiros a bordo enfurecidas. Falando por rádio com a base de operações da KLM, ficou acertado como limite máximo para a decolagem de Las Palmas às 19h.
Com Las Palmas finalmente reaberto, os aviões começaram a deixar Tenerife, que como qualquer ilha, está sujeita a rápidas variações climáticas. Se havia sol abundante quando da chegada dos voos, um denso nevoeiro marítimo aproximava-se então do aeroporto de Los Rodeos.
Os 747 da KLM e da Pan American foram então avisados de que deveriam aguardar mais um pouco. Nesse ínterim, a tripulação da KLM resolveu então reabastecer o 747 com combustível para o voo completo de retorno para Amesterdão. Isso poderia economizar mais de 30 minutos na escala em Las Palmas. O Cmte. Grubbs, atento aos comunicados entre a torre e o voo da KLM, perdeu a paciência e instruiu seu copiloto, Robert Bragg, a descer do 747 e verificar pessoalmente, no pátio, se o Boeing 747 da Pan American conseguiria taxiar por detrás do 747 da KLM. Bragg voltou com uma resposta negativa.
Finalmente, os voos foram autorizados a sair e van Zanten ordenou o fechamento das portas. Um guia de turismo, passageiro no voo da KLM, resolveu ficar em Tenerife mesmo. Já na aeronave norte-americana, dois funcionários da Pan American resolveram embarcar para a etapa até Las Palmas. O número de pessoas a bordo nas aeronaves seria, portanto, de 248 no avião da KLM e de 396 no avião da Pan American.
A esta altura, a tripulação da Pan American já contava com quase 11h15 de trabalho e o cansaço começava a ficar evidente. Faltaria apenas o curto voo de 25 minutos até Las Palmas antes do descanso merecido. A tripulação da KLM já contava com 9h15 de serviço, mas teria de voltar trabalhando até Amesterdão, após a escala em Las Palmas.

## As manobras
Às 16h51, o Boeing 747 da KLM solicitou a autorização para partir. Pelas instruções recebidas da torre, o PH-BUF da KLM taxiaria pelos 3 400 metros da pista de pouso n.° 12 e, chegando na cabeceira da pista 30, efetuaria uma difícil manobra de 180º na pista estreita, de onde, então, decolaria. A torre solicitou que, ao final dessa manobra, o avião da KLM avisasse quando estivesse pronto para partir.
O PanAm iria seguir pela pista principal e deveria sair dela pela terceira saída lateral esquerda de acesso (C3), e de lá continuar pela pista de táxi, paralela à principal, usando a área que não estava sendo utilizada como estacionamento, até alcançar o ponto de espera da cabeceira da pista 30. Entretanto, além dos fatos de que as saídas não eram sinalizadas e de que haveria necessidade de manobrar o enorme Jumbo fazendo uma curva apertada de 135º para entrar no estreito acesso, houve certa confusão na troca de mensagens entre os pilotos da Pan Am e o controlador espanhol, fazendo com que o jato da PanAm ultrapassasse a saída indicada e continuasse taxiando na pista de pouso em direção ao quarto acesso lateral esquerdo (C4) que exigia somente uma curva de 45º.
Neste ínterim, o piloto da KLM imediatamente após o giro de 180º e de se posicionar na extremidade da pista 30, abriu as manetes de potência para iniciar a decolagem mas foi avisado pelo copiloto de que não haviam ainda recebido autorização para decolagem, o que o levou a abortar o procedimento. Contactaram então a torre de controle, recebendo instruções sobre a rota que deveriam seguir logo após a subida. Nessa ocasião, é provável que o piloto da KLM tenha confundido as instruções da rota a seguir com a liberação para decolagem, soltando então os freios e aumentando a potência dos motores, enquanto seu copiloto transmitia com forte sotaque holandês algo que tanto podia ser "Nós estamos na decolagem" ou "Estamos decolando".
Naquele momento o controlador espanhol ficou confuso e pediu que o KLM aguardasse mais um pouco a decolagem. Entretanto, transmissões simultâneas oriundas dos pilotos da PanAm causaram mútua interferência e tudo que foi possível ouvir na cabine do KLM foi um silvo agudo, conhecido por batimento heteródino (sobreposição de ondas portadoras de rádio), tornando a última instrução da torre inaudível na cabine do KLM.
Coincidentemente, o piloto do PanAm estava informando que não havia terminado o táxi e que ainda se encontrava na pista principal. Qualquer uma das duas mensagens se transmitidas separadamente poderiam ter proporcionado tempo para que o KLM abortasse a decolagem. Devido ao nevoeiro, a tripulação do KLM não podia ver o Boeing 747 da Pan Am taxiando na pista algumas centenas de metros logo a frente deles. Além disso, nenhum dos dois aviões podiam ser vistos ou detectados da torre, pois o aeroporto não possuía radar de superfície.
Enquanto o jato da KLM iniciava a corrida para decolagem com aceleração máxima, a torre instruiu o PanAm com a seguinte mensagem: "Informe quando a pista estiver livre", recebendo como resposta: "Ok, informaremos quando estivermos livres". Esse diálogo foi ouvido na cabine do KLM, fazendo com que o seu engenheiro de voo expressasse sua preocupação acerca da não liberação da pista pelo avião da Pan Am, repetindo sua observação alguns segundos depois, mas prevaleceu a decisão do Comandante e que não foi mais contestada pelos outros dois tripulantes, que na época era primordial.
Os segundos que se seguiram selaram a sorte das 583 pessoas que estavam a bordo dos dois aviões.

## A colisão

Esquema da colisão das duas aeronaves. A estrela em vermelho indica o local exato da colisão.

Ainda de acordo com as transcrições obtidas no CVR (caixa-preta), o piloto do Jumbo da PanAm, capitão Victor Grubbs, percebeu a aproximação das luzes dos faróis de pouso do B747 da KLM a cerca de 500 metros quando taxiava pela pista para entrar no acesso Charlie 4 em direção ao ponto de espera da pista em uso. Imediatamente, aplicou potência TOGA na tentativa de sair da frente do B747 da KLM que avançava em sua direção. Ocorre que a inércia de um jato de grande porte é muito grande em circunstância ao seu peso e lentamente começou a arrancar. Não adiantou.
No comando do B747 da KLM, van Zanten, ao perceber através da neblina as luzes e a silhueta da aeronave da PanAm ainda na pista, puxou para si a coluna do manche, tentando desesperadamente e precocemente decolar e evitar a colisão iminente, mesmo sabendo que sua velocidade ainda estava abaixo da requerida para a rotação do avião (velocidade calculada para que a aeronave consiga decolar). Como consequência, o Boeing 747, ainda sem a necessária sustentação aerodinâmica, arrastou sua cauda por 20 metros sobre a pista e se elevou alguns metros do solo, mas não o suficiente para evitar o impacto. Exatamente às 17 horas, 6 minutos e 56 segundos UTC, os trens de pouso e a barriga do KLM atingem a fuselagem superior do PanAm na região da asa direita.
Ao colidir, o 747 da KLM perdeu as asas, que ficaram junto ao Boeing da Pan Am. A fuselagem e o que restava de asas do KLM4805 passaram por cima do jato da Pan Am e permaneceram no ar, em velocidade crítica, por mais 150 metros. Por fim, estolou, girou em torno de seu eixo transversal, batendo novamente contra a pista e arrastou-se, de barriga para cima, por mais 300 m. Logo após parar, já destroçado, o 747 da KLM, com seus tanques centrais de combustível cheios, explodiu, envolvendo quase toda a fuselagem numa gigantesca bola de fogo, matando instantaneamente todos os seus 248 ocupantes.
O 747 da Pan Am, atingido de lado pelos trens de pouso do Jumbo da KLM, havia sido partido em três grandes partes, nas quais se propagou um incêndio de grandes proporções.
Milagrosamente, foi justamente o violentíssimo impacto que criou condições para que alguns dos ocupantes saíssem a tempo do inferno. Por largas áreas desmanteladas da fuselagem, 70 ocupantes, incluindo os três da cabine de comando (piloto, copiloto e engenheiro de voo), conseguiram escapar pulando sobre a asa esquerda que, inexplicavelmente, apesar de conter 20 000 litros de querosene em seus tanques, permaneceu intacta. Em seguida, o 747 da PanAm foi tomado pelo fogo.
Dos 70 que saíram com vida, nove morreriam mais tarde nos hospitais. Do total de 396 ocupantes do jato da Pan Am, 335 pereceram, bem como todos os 248 que estavam no jato da KLM, um total de 583 mortos no pior desastre da história da aviação.

## Problemas na identificação dos corpos

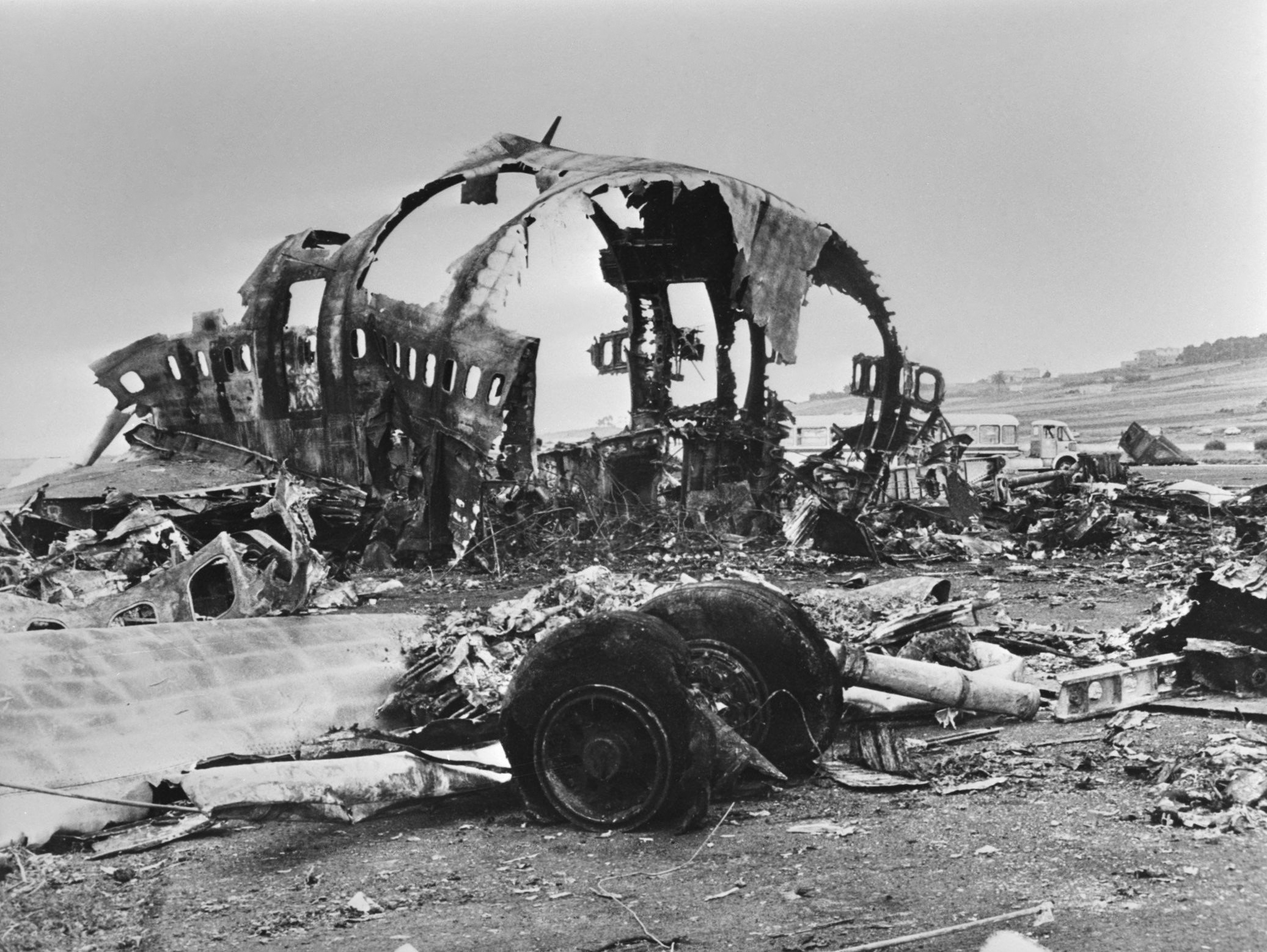
Destroços do avião da KLM.

Terminada a operação de resgate e encaminhamento dos feridos para os hospitais de Santa Cruz de Tenerife, começou a funesta tarefa de recolhimento dos 583 cadáveres, em sua maioria mutilados e carbonizados, que foram então transferidos para um necrotério improvisado e temporário em um hangar do aeroporto. Peter Jennings, um antigo e experiente correspondente internacional, acostumado com cenas sangrentas e cruéis em campos de batalha de guerras em todo o mundo, declarou que ficara horrorizado diante da visão macabra de tantos cadáveres contorcidos e carbonizados espalhados no piso do hangar.
A identificação dos mortos não foi possível para a quase totalidade dos restos mortais carbonizados, uma vez que a única forma disponível naquela época era através exame de arcadas dentárias ou de objetos não inflamáveis que estivessem presos aos cadáveres, tais como joias, relógios, etc. Não existia ainda o exame de DNA.
Além disso, tudo ficou mais complicado devido ao fato de as autoridades espanholas, por algum motivo nunca explicado, terem confiscado todas a joias encontradas nos corpos.
Restava o exame de arcadas dentárias, mas esse método também foi abandonado, pois as autoridades espanholas determinaram que os cadáveres deveriam ser retirados da ilha no prazo de 48 horas, sob a ameaça de promoverem um enterro coletivo em uma grande sepultura comum. Diante desse quadro trágico, ainda surgiu um outro problema. Foi impossível obter tantos caixões no Arquipélago das Canárias. A solução foi trazer os ataúdes da Inglaterra e trasladar os corpos para a Holanda e Estados Unidos, onde foram enterrados mesmo sem identificação.

## Investigações sobre as causas do acidente
A investigação do acidente concluiu que os principais fatores que o causaram foram:
- 1º) o voo da KLM erroneamente decolou sem ter recebido autorização. O comandante do voo da KLM não tomou as medidas necessárias para abortar a decolagem, mesmo quando a tripulação da Pan Am informou que se encontravam na pista de aterrissagem, assim como sua enfática resposta sobre o comentário do engenheiro de voo sobre a presença do avião da Pan Am na pista;
- 2º) a interferência de rádio e o ruído causado por duas chamadas simultâneas entre os aviões e a torre de controle;
- 3º) a tripulação da Pan Am, de forma equívoca, tomou a saída quatro em lugar da saída três, tal como lhe havia indicado a torre de controle; e
- 4º) a utilização de terminologia não convencional por parte das tripulações e a torre de controle.

Muito tem se especulado sobre outros fatores que puderam ter contribuído para o acidente: a falha do Capitão van Zanten, comandante do voo da KLM, de confirmar as instruções recebidas da torre de controle. Para o comandante da KLM, este foi um de seus primeiros voos depois de ter passado seis meses treinando novos pilotos no simulador de voo. Alguns especialistas opinam que ele pôde ter sofrido da “síndrome de simulador”, em virtude de que ele mesmo esteve a cargo de tudo no simulador — incluindo controle de tráfego aéreo simulado —, ficando fora por um extenso período de tempo do mundo real de voar. Outro aspecto que tem dado muito a especular é a aparente hesitação do engenheiro de voo da KLM em repetir seus alertas e se contrapor à decisão de van Zanten de decolar, provavelmente não só porque o comandante teria maior experiência e competência na companhia aérea mas também porque os pilotos na época gozavam de autoridade inquestionável. Também tem se considerado a possibilidade de que van Zanten estivesse apressado em iniciar o voo devido às regulamentações holandesas referentes ao excesso de horas de serviço.
Evidentemente, muitas coisas correram mal nesse dia, como foi a utilização de procedimentos carentes de segurança por parte da torre de controle. Operar com condições de pouca ou nenhuma visibilidade não é um procedimento seguro, mais ainda se a autorização da torre de controle é regularmente outorgada baseando-se no contato visual. Muitas autoridades aeronáuticas atualmente permitem que a torre de controle continue operando baseando-se inteiramente em reportes das tripulações, as quais tampouco têm contato visual. Esta prática continua sendo utilizada em alguns países, mas tem sido abandonada paulatinamente e substituídas pela instalação de radares de movimento em superfície.

## Mudanças nos procedimentos
Como consequência deste acidente, se realizaram profundas modificações nas regulamentações das empresas aéreas internacionais e até mesmo nas aeronaves. As autoridades de aviação ao redor do mundo introduziram requerimentos para o estabelecimento de fraseologia padrão e o estabelecimento do idioma inglês como o idioma comum de trabalho. Por exemplo, a ICAO recomenda a utilização da frase “line up and wait” (alinhar-se e esperar) como a instrução para que a aeronave se mova e fique em posição, mas que ainda não recebeu a autorização para decolar. A frase equivalente da FAA é “taxi into position and hold” (taxiar até ficar em posição e esperar).
As tripulações não devem confirmar as instruções da torre de controle com respostas tais como “OK” ou “Roger”, mas devem confirmar repetindo as partes essenciais das instruções recebidas, mostrando com isso um entendimento comum.
Adicionalmente, a frase “take-off” (decolar) é somente utilizada quando a autorização para decolar é outorgada. Até chegar a esse momento, tanto as tripulações como a torre de controle deverão utilizar a palavra “departure” (partir ou partida), por exemplo, “ready for departure” (pronto para partir).
De igual maneira, os procedimentos na cabine de comando sofreram alterações radicais. Diminuiu-se a relação hierárquica entre os membros da tripulação, colocando-se mais ênfase na tomada de decisões por acordo mútuo. Estes procedimentos, além de muitos outros mais utilizados nas cabines de comando, são conhecidos na indústria do transporte aéreo comercial de passageiros como Gerenciamento de Recursos de Equipes — "Crew Resource Management" ou CRM —, que é na atualidade o padrão de treinamento em todas as empresas aéreas.
Muito se aprendeu com este acidente e muito se aprenderá com outros acidentes posteriores. Os acidentes causados por fatores humanos são talvez os mais difíceis de prevenir devido à nossa própria natureza. Na atualidade, temos as ferramentas necessárias para treinar tanto a tripulações como o pessoal em terra para continuar reduzindo este tipo de acidentes.

## Memoriais
Foi construído um memorial nos Países Baixos com uma base de dados com fotos, vídeos e documentos históricos em homenagem as vidas perdidas no desastre. Existe também um memorial em Westminster, Califórnia, Estados Unidos.

## Transmissões finais de rádio
A transcrição das gravações entre os pilotos e a torre de comando.
Legendas utilizadas: Cap: Comandante. F/O: Primeiro oficial. F/E: Engenheiro de voo. Todos os horários são GMT.
- 17h02min50 - Controle: KLM 4805, quantas intersecções vocês já passaram?

A visibilidade prejudicava o julgamento e mesmo assim, o copiloto do 747 holandês respondeu, sem muita segurança:
- 17h02min56 - KLM 4805 F/O: Acredito que acabamos de passar pela quarta.

Um dos fatores contribuintes para o desastre era o péssimo inglês do controlador de Tenerife. Durante todas as transmissões, ficaram registradas as dificuldades de entendimento na comunicação. Assim, a tripulação da PanAm fora instruída para taxiar pela pista, seguindo o procedimento do 747 da KLM, mas livrando a pista na terceira saída pela esquerda e completando o percurso até a cabeceira 30 pela taxiway. O copiloto Bragg repetidamente perguntou ao controlador qual seria a saída correta.
- 17h03min36 - Controle: Saia da pista na terceira intersecção, senhor. Um, dois, três, terceira saída.
- 17h03min39 - PA1736 F/O: Ah, afirmativo, muito obrigado!
- 17h03min44 - Controle: Clipper 1736, reporte livrando a pista.
- 17h03min48 - PA1736 F/O: Reportará livrando, Clipper 1736.

Na cabine do jato da Pan Am, a atividade era intensa, com os últimos itens do check-list sendo verificados. A visibilidade havia piorado nitidamente, e já era inferior aos 500 m, dificultando aos tripulantes a visão externa em meio ao denso nevoeiro e impedindo ao controle de enxergar qualquer aeronave na pista. Perdido no nevoeiro, sem saber, o PA 1736 já havia ultrapassado a terceira intersecção e prosseguia taxiando pela pista de decolagem, ao mesmo tempo que o Jumbo da KLM completava a curva de 180º na cabeceira oposta. Dentro da cabine de comando, a tripulação da KLM verificava os últimos detalhes antes de aplicar potência de decolagem.
- KLM F/O: Ligo os limpadores de para-brisa?
- KLM Cap: As luzes de decolagem estão ligadas.
- KLM F/O: Não, os limpadores de para-brisa?
- KLM Cap: Ah!… Não, se precisar deles eu peço.
- KLM F/O: Check-list completo.

Eram 17h05min28 quando o 747 da KLM parou na cabeceira 30. Como dois inimigos, os Boeing 747 encontravam-se frente a frente, no mesmo eixo da pista, sem contudo serem visíveis entre si: a distância que os separava era, naquele momento de 1,700m mas a visibilidade de apenas 500m ou menos.
O Comandante van Zanten imediatamente aplicou potência de decolagem, sem esperar pela autorização do controle. Seu erro foi percebido pelo primeiro oficial Klaus Meurs, que imediatamente o interpelou: "Nós não temos autorização ainda." O comandante chefe da KLM reconheceu seu engano e reduziu a potência dos motores dizendo: "Certo, eu sei, vamos lá, solicite." Meurs então chamou o controle:
- 17h05min44 - KL 4805 F/O: KLM4805 está pronto para a decolagem, aguardando as instruções de tráfego.
- 17h05min53 - Controle: KLM4805, autorizado decolagem, intercepte localizador Papa, subir e manter nível 090, curva a direita após decolagem, voe na proa zero quatro zero até interceptar radial 335 do VOR Las Palmas.

Antes mesmo de terminar as instruções, van Zanten aplicou potência de decolagem, mantendo os freios do 747 aplicados enquanto observava os parâmetros dos motores estabilizarem nas potências desejadas. Ao mesmo tempo, Meurs iniciava o read back ao controle, repetindo as instruções recebidas, um procedimento padrão para confirmar o entendimento das instruções.
O 747 começava a correr na pista e, apressadamente, Meurs repetiu as instruções corretamente, concluindo sua rádio transmissão ao controle com uma frase que, devido a qualidade de sua pronunciação, levantou dúvidas: "We are now at take-off" — o que pode significar tanto "Estamos agora em decolagem" como "Estamos em posição para decolar". Eram 17h06min11.
Esta última frase de Meurs deixou o controlador e a tripulação do 747 da Pan Am alarmados. Por uma trágica coincidência, ambos entraram na fonia ao mesmo tempo, as mensagens embaralhando-se nos fones de ouvindo e impedindo a compreensão clara entre o controle e os dois 747, que agora sim, entravam em rota de colisão. Falaram ao mesmo tempo:
- 17h06min18 - Controle: OK…
- 17h06min18 - PA1736 F/O: Controle! Estamos ainda taxiando pela pista, este é o Clipper 1736.
- 17h06min18 - Controle: (finalizando sua transmissão para o 747 da KLM) …aguarde autorização para decolagem, chamarei quando autorizado.

Estas duas transmissões simultâneas não foram ouvidas: apenas um alto e estridente ruído ocupou as ondas de rádio. A última chance de evitar a tragédia havia desaparecido. Preocupado, o controlador espanhol chamou mais uma vez o voo da Pan Am:
- 17h06min20 - Controle: PA1736, reporte livrando a pista.

Na cabine do jato da KLM, o engenheiro de voo percebeu o potencial conflito e, alarmado, interpelou os dois pilotos:
- KLM F/E: Ele ainda não liberou a pista?
- KLM Cap: O que você disse?
- KLM F/O: O Pan Am ainda não liberou a pista?

O Comandante e o primeiro oficial, absortos na decolagem, responderam ao engenheiro de voo quase em uníssono:
- KLM Cap e F/O: Ah, sim!

Ao mesmo tempo, na cabine do jato da Pan Am, os tripulantes ficaram alarmados com a transmissão do KLM e com o fato de ainda estarem taxiando pela pista em uso.
- Pan Am Cap: Vamos sair daqui!
- Pan Am F/O: O KLM está ansioso, não está?
- Pan Am F/E: Depois de nos retardar por mais de uma hora e meia, agora ele está com pressa!

Neste mesmo momento, o comandante Grubbs começou a perceber em meio ao nevoeiro, a luminosidade originada pelos faróis de decolagem do 747 da KLM, avançando a mais de 200 km/h diretamente contra o jato que ele comandava. Após um segundo de hesitação, ele gritou.
- Pan Am Cap: Está lá… Olha para ele lá esse… esse filho da mãe vem para cima da gente!
- O copiloto Bragg começou a gritar para Grubbs, como se pudesse, com seu desespero, tirar os jatos da inevitável colisão:
- Pan Am F/O: Saia da pista! Saia! Saia!

Grubbs encheu as mãos nas manetes do 747 da PanAm, ao mesmo tempo que virava a bequilha para a esquerda, na tentativa de levar o 747 para o gramado adjacente. Ao fazer isso, acabou ficando num ângulo de quase 45 graus com o eixo da pista e com o 747 da KLM. Na cabine do jato da KLM, neste exato momento, o primeiro oficial Meurs cantava a velocidade de decisão, V1, indicando a van Zanten que a partir daquele instante, a decolagem não poderia mais ser abortada. Mais quatro segundos e van Zanten olhou para fora. Foi quando ele viu o 747 azul e branco da Pan Am atravessado de lado, a menos de 500 metros adiante. Sua reação imediata foi puxar o manche para trás, instintivamente, o que provocou sobre-rotação e impacto da cauda do 747 com o solo. Ao mesmo tempo, a caixa preta registrou o último som gravado na cabine do 747 da KLM. Jacob van Zanten gemeu, atordoado com o impacto inevitável:
- KLM Cap: Ohhh.